# La Madone de Stockholm
La Madone de Stockholm est le 86e roman de la série SAS, écrit par Gérard de Villiers et publié en 1987 dans la collection Plon (Presses de la Cité). Comme tous les SAS parus au cours des années 1980, le roman a été édité lors de sa publication en France à 100 000 exemplaires.
L'action se déroule courant 1987 à Stockholm.
Malko Linge s'oppose à un agent redoutable du KGB, Ingrid Stor, qui se « déchaîne » contre les dissidents venus de l'Est. Le KGB l'envoie en mission pour récupérer un dissident américain, Lee Updike, et l'emmener de force à l'Est. Malko tente de s'opposer à sa manœuvre.

## Personnages principaux

### Américains et alliés
- Malko Linge : héros du roman, Autrichien, agent contractuel de la CIA.
- Ingrid Stor : agent du KGB.
- Lee Updike : dissident américain.

## Résumé
Malko s'oppose à un agent redoutable du KGB, Ingrid Stor, travaillant pour l'URSS sous « couverture culturelle ». 
Journaliste à Malmö, elle se « déchaîne » contre les dissidents venus de l'Est. 
Le KGB l'envoie en mission pour récupérer un dissident américain, Lee Updike, et l'emmener de force à l'Est. 
Malko parvient à s'opposer à sa manœuvre.

## Autour du roman
Malko retournera en Suède en 1997 dans le roman La Manipulation Yggdrasil. Il y retrouvera Ingrid Stor, avec qui il aura une liaison sexuelle.